# Cousins (film, 1989)
Ne doit pas être confondu avec Cousins (film, 2019).
Pour les articles homonymes, voir Cousin.
Pour plus de détails, voir Fiche technique et Distribution.
Cousins est un film américain réalisé par Joel Schumacher et sorti en 1989. C'est le remake du film français Cousin, Cousine de Jean-Charles Tacchella sorti en 1975.

## Synopsis
Larry et Maria se rencontrent au mariage de Phil, l'oncle de Larry, et Edie, la mère de Maria. Découvrant l'infidélité de leurs conjoints respectifs, ils décident de se venger en feignant d'avoir eux-mêmes une liaison. Peu à peu, toutefois, leur complicité se transforme en amour. Comprenant que leur famille en souffre, ils décident de ne plus se voir. Mais lorsque, après le décès de Phil, Edie se remarie avec le père de Larry, les deux se retrouvent à nouveau.

## Fiche technique
Sauf indication contraire, les informations mentionnées dans cette section peuvent être confirmées par la base de données cinématographiques IMDb,  présente dans la section « Liens externes ».
- Titre original et français : Cousins
- Réalisation : Joel Schumacher
- Scénario : Stephen Metcalfe (en), d'apr_s le scénario de Cousin, Cousine de Jean-Charles Tacchella
- Musique : Angelo Badalamenti
- Costumes : Michael Kaplan
- Photographie : Ralf D. Bode
- Montage : Robert Brown (de)
- Production : William Allyn, George Goodman
- Sociétés de production : Paramount Pictures
- Distribution : Paramount Pictures (États-Unis), United International Pictures (France)
- Pays d'origine :  États-Unis
- Langue originale : anglais
- Format : Couleurs - Dolby
- Distribution : Paramount Pictures
- Genre : comédie romantique
- Durée : 109 minutes
- Dates de sortie[1] :
  - États-Unis : 10 février 1989
  - France : 13 septembre 1989

## Distribution
- Ted Danson (VF : Daniel Beretta) : Larry Kozinski
- Isabella Rossellini : Maria Hardy
- Sean Young : Tish Kozinski
- William Petersen (VF : Daniel Russo) : Tom Hardy
- Lloyd Bridges : Vincent Kozinski
- Norma Aleandro : Edie Hardy Kozinski
- Keith Coogan : Mitch Kozinski
- Gina DeAngeles : Tante Sofia
- George Coe : Phil Kozinski
- Katharine Isabelle : Chloe Hardy
- Alex Bruhanski : Herbie
- Stephen E. Miller : Stan
- Gerry Bean : Kevin Costello
- Gordon Currie : Dean Kozinski

## Production
Le tournage a lieu en Colombie-Britannique, notamment à Vancouver.